# Tij Kools
Mathijs Albertus (Tij) Kools (Deurne, 21 maart 1937 – Veghel, 28 oktober 2016) was een Nederlandse publicist, schrijver, kunstenaar, textielkunstenaar, politicus voor de PSP en uitgever. Hij is bekend geworden door zijn talrijke publicaties over misstanden in de gemeente Deurne. Kools was tevens auteur en uitgever van de zogenaamde Turfjes-serie, een boekenreeks over lokale en regionale onderwerpen. Een van de deeltjes beschreef uitvoerig de moord op Pietje Munsters, een moord die voor Antoon Coolen aanleiding was er een roman op te baseren: De Goede Moordenaar (1931).
Kools' publicaties gaan voornamelijk over bijzondere personen uit de eerste zeventig jaar van de twintigste eeuw, die leefden en werkten in Deurne. Kools schreef onder meer over Hendrik Wiegersma, Hub van Doorne, Grard Sientje, Dirk de Vroome alias de Rooie Reus, Frans Babylon, Jan Hanlo, Carel Swinkels en de Deurnese Persstrijd. Hij ging daarbij misstanden niet uit de weg. Zo kaartte hij de ingrijpende verbouwing van museum De Wieger aan, een verbouwing waarbij van het oorspronkelijke interieur niets overbleef. Ook schreef hij over de ineenstorting van boerderij De Pelikaan onder toeziend oog van de gemeente (de eigenaar), over de diefstal van geld door een kerkmeester, en de weigering van de gemeente Deurne om in de jaren dertig Joden onder te brengen.

## Publicaties in boekvorm
- heruitgave "Uit de donkere gewesten" van H.N. Ouwerling (in de Turfjes-serie)
- Grepen uit het leven van de zonderling "Grard Sientje" (Tij Kools) Turfjes-serie)
- 6 boekjes in Peel- en Maaslands (in de Turfjes serie)
- Peelbiografie over de kunstenaar Hub van Baar "Het vergeten leven" (Carel Swinkels) Turfjes-serie)
- De naoorlogse relatie tussen Antoon Coolen en Huub van Doorne (Tij Kools)
- Vidi Aquam - (Willem Iven) Turfjes-serie
- Vur erpel en pap (Gerard Ulijn) Turfjes-serie
- H.H.J. Maas Tussen Eindhoven en Venray (J. van den Dam) Turfjes-resie
- Landinrichting (Willem Iven) Turfjes-serie
- Van Vierze (Gerard Ulijn) Turfjes-serie
- Pastoor Roes (Gerard Ulijn) Turfjes-serie
- Deurnese Peel (Hans Joosten/Tij Kools)
- Rode zon vol eeuwigheid (Jack Harden) Plevier-reeks
- De Wiender (Lodewijk van Woensel) Plevier-reeks (herdruk)
- Ozon (Jo Jansen) Plevier-reeks
- Bistespeul (Willem Iven) Turfjes-serie